# Marco Pfiffner
Marco Pfiffner est un skieur alpin liechtensteinois, né le 25 mars 1994 à Walenstadt, en Suisse. Il court sur toutes les disciplines au niveau international.

## Biographie
Pfiffner commence sa carrière dans des courses FIS en 2009.  
Il est sélectionné à l'âge de 16 ans pour les Championnats du monde 2011 à Garmisch-Partenkirchen. Il prend part aussi à trois éditions des Championnats du monde junior entre 2011 et 2014, pour obtenir comme meilleur résultat une 22e sur le slalom en 2014.
En 2013, il prend part à sa première épreuve de Coupe d'Europe. 
Il est présent aux Jeux olympiques d'hiver de 2014, concourant sur le slalom, où il se classe 24e et le slalom géant, où il finit 42e.
Sa première apparition en Coupe du monde a lieu en janvier 2016 à Kitzbühel.
En janvier 2018, il gagne sa première manche de Coupe d'Europe, le combiné de Saalbach.
Aux Jeux olympiques d'hiver de 2018, à Pyeongchang, il est le porte-drapeau de la délégation du Liechtenstein. Son meilleur résultat y est une 25e place au slalom.
La saison suivante, il est en moins bonne condition et décide d'arrêter sa saison prématurément, lui faisant manquer les Championnats du monde. Il fait son retour en Coupe du monde en janvier 2020 au combiné alpin de Wengen, pour prendre la 29e place et donc des premiers points pour le classement général.
Depuis, le skieur se spécialise davantage dans les disciplines de vitesse, obtenant deux top 30 aux Championnats du monde 2021, puis aux Jeux olympiques d'hiver de 2022, à Pékin, où il est 28e en descente et super G, ainsi que onzième sur le combiné alpin.

## Palmarès

### Jeux olympiques
| Édition / Épreuve   | Slalom | Slalom géant | Descente | Super G | Combiné |
| ------------------- | ------ | ------------ | -------- | ------- | ------- |
| JO 2014 Sotchi      | 24e    | 42e          |          |         |         |
| JO 2018 Pyeongchang | 25e    |              | 43e      | 36e     | DNF     |
| JO 2022 Pékin       |        |              | 28e      | 28e     | 11e     |

### Championnats du monde
| Édition / Épreuve                    | Slalom | Slalom géant | Descente | Super G | Combiné |
| ------------------------------------ | ------ | ------------ | -------- | ------- | ------- |
| Mondiaux 2011 Garmisch-Partenkirchen | 53e    | 72e          |          |         |         |
| Mondiaux 2013 Schladming             | 34e    | 71e          |          |         |         |
| Mondiaux 2017 Saint-Moritz           | 26e    |              | 42e      | 36e     | 34e     |
| Mondiaux 2021 Cortina d'Ampezzo      |        |              | 27e      | 30e     | Abandon |

### Coupe du monde
- Meilleur classement général : 161e en 2020.
- Meilleur résultat : 29e.

#### Classements par saison
| Saison / Classement | Saison / Classement | Général | Général | Descente | Descente | Super G | Super G | Slalom géant | Slalom géant | Slalom | Slalom | Combiné | Combiné |
| ------------------- | ------------------- | ------- | ------- | -------- | -------- | ------- | ------- | ------------ | ------------ | ------ | ------ | ------- | ------- |
| Saison / Classement | Saison / Classement | Class.  | Points  | Class.   | Points   | Class.  | Points  | Class.       | Points       | Class. | Points | Class.  | Points  |
| 2020                | 2020                | 161e    | 2       | -        | -        | -       | -       | -            | -            | -      | -      | 44e     | 2       |

### Coupe d'Europe
- 2e du classement de combiné en 2018.
- 3 podiums, dont 1 victoire en combiné.